# Rapua
Rapua is een monotypisch geslacht van spinnen uit de  familie van de Desidae.

## Soort
- Rapua australis Forster, 1970